# Ricardo Ippel
Ricardo Ippel (Leida, 31 agosto 1990) è un calciatore olandese, centrocampista del De Treffers.

## Carriera
Ha giocato in Eredivisie con la maglia del Willem II.

## Palmarès

### Club

#### Competizioni nazionali
- Eerste Divisie: 1

Willem II: 2013-2014